# Elekcja 1669
Elekcja 1669 – wybór nowego monarchy Rzeczypospolitej Obojga Narodów po abdykacji Jana Kazimierza Wazy 16 września 1668 roku. Elekcja rozpoczęła się 2 maja 1669 roku otwarciem obrad sejmu elekcyjnego w podwarszawskiej Woli, a zakończyła 19 czerwca tego samego roku wyborem Michała Korybuta Wiśniowieckiego na króla Polski.

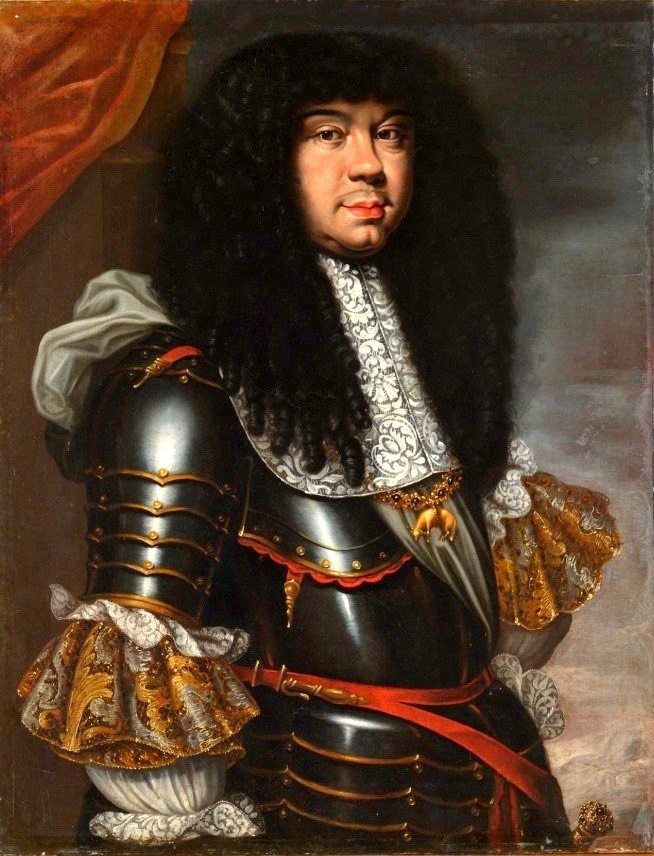
Portret króla Michała Korybuta Wiśniowieckiego, nieznany malarz polski z XVII wieku

## Przed elekcją
W marcu 1668 roku Jan Kazimierz podpisał układ z królem Francji oraz księciem neuburskim Filipem Wilhelmem. Król zgodził się abdykować i poprzeć kandydaturę Filipa. W zamian miał otrzymać środki zapewniające godne utrzymanie i pobyt we Francji. Tuż przed abdykacją Jana Kazimierza doszło do istotnego wzmocnienia pozycji grupy oficerów koronnych – związanych z Sobieskim i partią francuską. Około 15 września otrzymali oni z rąk króla nominacje na wyższe urzędy. Ostatni raz Jan Kazimierz wystąpił jako król na posiedzeniu sejmu 16 września 1668 roku. Zwrócił wtedy swój dyplom elekcyjny, zwolnił poddanych z posłuszeństwa i prosił o wybaczenie błędów. Na koniec posiedzenia przypomniał swoją przemowę z 1661 roku, w której przepowiadał upadek Rzeczypospolitej z rąk trzech zaborców: Moskwy, Austrii oraz Brandenburgii. Władza w kraju przeszła w ręce prymasa-interrexa, Mikołaja Prażmowskiego, zwolennika obozu profrancuskiego.

## Kandydaci do tronu
Do walki o polski tron przystąpiły dwa zwalczające się nawzajem frakcje: profrancuskie i prohabsburskie. Kandydatura francuska wypłynęła już w 1658 roku, kiedy Ludwika Maria zaczęła dążyć do elekcji vivente rege Henryka Juliusza d’Enghien. Jednak Francja popierała od 1664 roku kandydaturę jego ojca, księcia Ludwika – Wielkiego Kondeusza, a od 1667 roku oficjalnym kandydatem francuskim stał się książę Filip Wilhelm. Stronnictwo prohabsburskie wystawiło na kandydata Karola Lotaryńskiego, generała cesarskiego, popieranego przez Austrię ze względu na jego projektowane małżeństwo z Eleonorą Habsburżanką, siostrą cesarza Leopolda I. Do polskiego tronu zgłosiła się również strona moskiewska. Jako kandydata zgłoszono cara Aleksego Michajłowicza lub jednego z jego synów (Aleksy lub Fiodor). Kandydatura była wspierana przez litewskich Paców, liczących na uspokojenie walk na granicy Wielkiego Księstwa litewskiego z Moskwą. Kolejnym kandydatem z obozu francuskiego był Jakub Stuart, książę Yorku. Jako katolik nie był zbyt lubiany w Anglii, dlatego Ludwik XIV, u którego wcześniej Jakub odbył służbę, zarekomendował jego kandydaturę na tron. Egzotyczną kandydaturę stanowił chan krymski Adil Girej. Deklarował przejście na katolicyzm. Poprzez swoich wysłanników przypominał szlachcie polskiej o pomocy, jakiej udzielili Polakom Tatarzy w wojnach. Dodatkowym atutem miało być rzekome polskie pochodzenie chana. Oprócz wyżej wymienionych kandydatów do polskiego tronu zgłosili się jeszcze: książę pruski i elektor brandenburski Fryderyk Wilhelm, była królowa Szwecji Krystyna Waza, mnich włoski Barnabita oraz czterech „Piastów”: Michał Korybut Wiśniowiecki, Dymitr Jerzy Wiśniowiecki, Aleksander Janusz Zasławski-Ostrogski i Aleksander Polanowski.

## Elekcja
Po abdykacji zwołano sejmiki, a później konwokację, której marszałkiem został podkomorzy smoleński Jan Antoni Chrapowicki. Na konwokacji ustalono termin sejmu elekcyjnego na 2 maja 1669 roku. Szlachta bardzo licznie zebrała się na polu elekcyjnym, bo w liczbie ok. 11 tysięcy. Z powodu niechęci szlachty do cudzoziemców, prymas uchwalił nowe przepisy porządkowe na elekcję. Obce wojska nie mogły zbliżyć się do Warszawy na 3 mile, a cudzoziemcy mieli mieć całkowity zakaz przebywania na polach elekcyjnych. W czasie elekcji doszło do wielu incydentów. 6 czerwca szlachta napadła zbrojnie na budynek, w którym obradował senat. Tłum wymusił usunięcie z listy kandydatów Wielkiego Kondeusza, oskarżonego o zabieganie o koronę w sposób niezgodny z prawem. 17 czerwca zniecierpliwiona przedłużającymi się obradami szlachta, wdarła się po raz kolejny na obrady senatorów. Dwa dni później doszło do słynnego „cudu” elekcji Michała Korybuta Wiśniowieckiego. 21 na 37 województw opowiedziało się za jego kandydaturą. Taki obrót spraw wynikał z niechęci szlachty do cudzoziemskiego monarchy oraz chęci uniknięcia wojny domowej między dwiema frakcjami. Dużą rolę w tym wydarzeniu odegrał Andrzej Olszowski, który napisał i rozesłał po sejmikach broszurę promującą wybranie na tron polskiego króla. Michał Korybut Wiśniowiecki miał być zakłopotany wyborem swojej osoby na tron. Prymas Mikołaj Prażmowski opierał się przed ogłoszeniem Wiśniowieckiego królem, lecz w końcu uległ wobec gróźb zastąpienia go przez biskupa Czartoryskiego i dopełnił obowiązku. Przewiduje się, że spośród wszystkich polskich kandydatów szlachta wybrała właśnie Michała Korybuta Wiśniowieckiego z powodu sławy jego ojca Jeremiego Wiśniowieckiego. Wiśniowiecki został więc wygodnym królem mas szlacheckich, natomiast magnateria została upokorzona i nie miała wpływu na wybór nowego monarchy.